# Lige Azadegan 1996./97.

## Iran

### Konačna ljestvica
Konačna ljestvica iranske Azadegan League za sezonu 1996/97. Azadegan League je bila najviša iranska nogometna liga.
```
                       Utak.  Pb  N   Pz   Ps:Pr  Bod.
 1.
Persepolis Teheran
    30   17  08  05   52:24   59  
 2.
Bahman
                30   15  08  07   49:32   53
 3.
Sepahan Isfahan
       30   14  08  08   37:29   50  
 4.
Pas Teheran
           30   11  15  04   37:22   48
 5.
Sanat Naft Abadan
     30   11  09  10   37:38   42
 6.
Esteghlal Teheran
     30   11  08  11   42:39   41 
 7.
Payam Khorasan
        30   09  13  08   37:37   40
 8.
Bargh Shiraz
          30   11  06  13   26:27   39
 9.
Esteghlal Ahvaz
       30   08  14  08   40:38   38
10.
Zob Ahan Isfahan
      30   07  16  07   30:28   37
11.
Teraktor Sazi
         30   08  13  09   28:29   37
12.
Poly Acryl Isfahan
    30   09  10  11   30:34   37
13.
Mashin Sazi
           30   10  05  15   30:52   35  
14.
Malavan Anzali
        30   08  09  13   32:41   33  
15.
Shemushack Noshahr
    30   08  08  14   34:52   32  
16.
Keshavarz FC
          30   03  10  17   19:41   19
```

```
Iranski nogometni prvaci    : Persepolis Teheran
Ispali iz lige              : Mashin Sazi, Malavan, Shemushack, Keshavarz FC
Plasirali se iz niže lige   : 
Fajre Sepasi
, 
Saipa Teheran
, 
Foolad FC
, 
Shahrdari Tabriz
```

```
Najbolji strijelac          : 
Ali Asghar Modirroosta
 (Bahman)  18 pogodaka
```